# برزووا-اولشکو
برزووا-اولشکو (به چکی: Březová-Oleško) یک منطقهٔ مسکونی در جمهوری چک است که در ناحیه پراگ-غرب واقع شده‌است. برزووا-اولشکو ۶٫۷۲ کیلومتر مربع مساحت و ۸۲۱ نفر جمعیت دارد و ۳۳۵ متر بالاتر از سطح دریا واقع شده‌است.